# Vexillum amandum
Vexillum amandum là một loài ốc biển nhỏ, là động vật thân mềm chân bụng sống ở biển trong họ Costellariidae.

## Hình ảnh

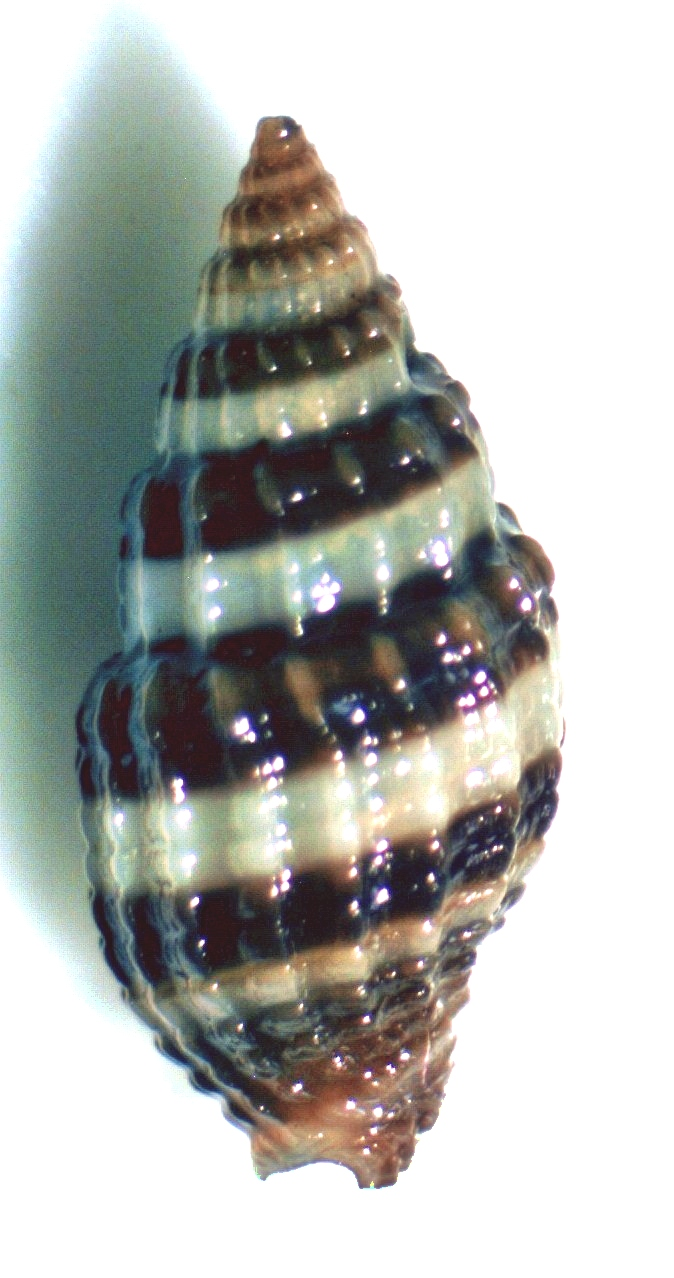